# Carmen Manzaneque
Carmen Manzaneque (Campo de Criptana, febrero de 1957) es una escritora española que reside y trabaja en la localidad toledana de Illescas.

## Biografía
Nació en Campo de Criptana en 1957 hija de la madrileña Carmen Fraile y el criptanense José Luis Manzaneque. En 1962, se trasladó a Madrid junto a su familia donde estuvo tres años —hasta 1965— cuando sus padres emigraron a Alemania. Carmen, con ocho años de edad, regresó a Campo de Criptana y vivió con sus abuelos hasta 1969 en que se trasladó a Illescas, localidad en la que reside y trabaja actualmente. Contrajo matrimonio en 1980 y tiene tres hijos.

## Trayectoria literaria
Sus primeras inquietudes artísticas se dirigieron, siendo adolescente, hacia la fotografía, alentada por su padre, quien era fotógrafo profesional. Abandonó esta actividad tras casarse y comenzar a trabajar en el sector del mueble.
Su inclinación por la literatura nació pronto, en su niñez y siendo adulta escribió relatos, poesías y cuentos infantiles como afición y compaginando esta con su vida profesional.  No las llegó a publicar, sino que fueron leídas por las personas de su entorno. Animada por ellos, en 2014 se decidió a enviar su obra Donde brotan las violetas al Premio Planeta, quedando entre los diez finalistas. Desde entonces ha publicado varias obras más.

## Obras
Carmen Manzaneque ha publicado cuatro libros hasta 2020:
Donde brotan las violetas (2016). ISBN 978-84-9126-797-3
Cuando las muñecas me negaron el saludo (2017). ISBN 978-84-9160-328-3
Junio amaneció nublado (2018). ISBN 978-84-1304-863-5
El horizonte desde el tejado (2020). ISBN 978-84-1385-075-7